# Afsnee
Afsnee is een dorpje in de Belgische provincie Oost-Vlaanderen dat een deelgemeente van de provinciehoofdstad Gent vormt. Het ligt erg idyllisch langs de Leie, tussen Sint-Martens-Latem en het centrum van Gent, meer bepaald ten zuidwesten van de stad.

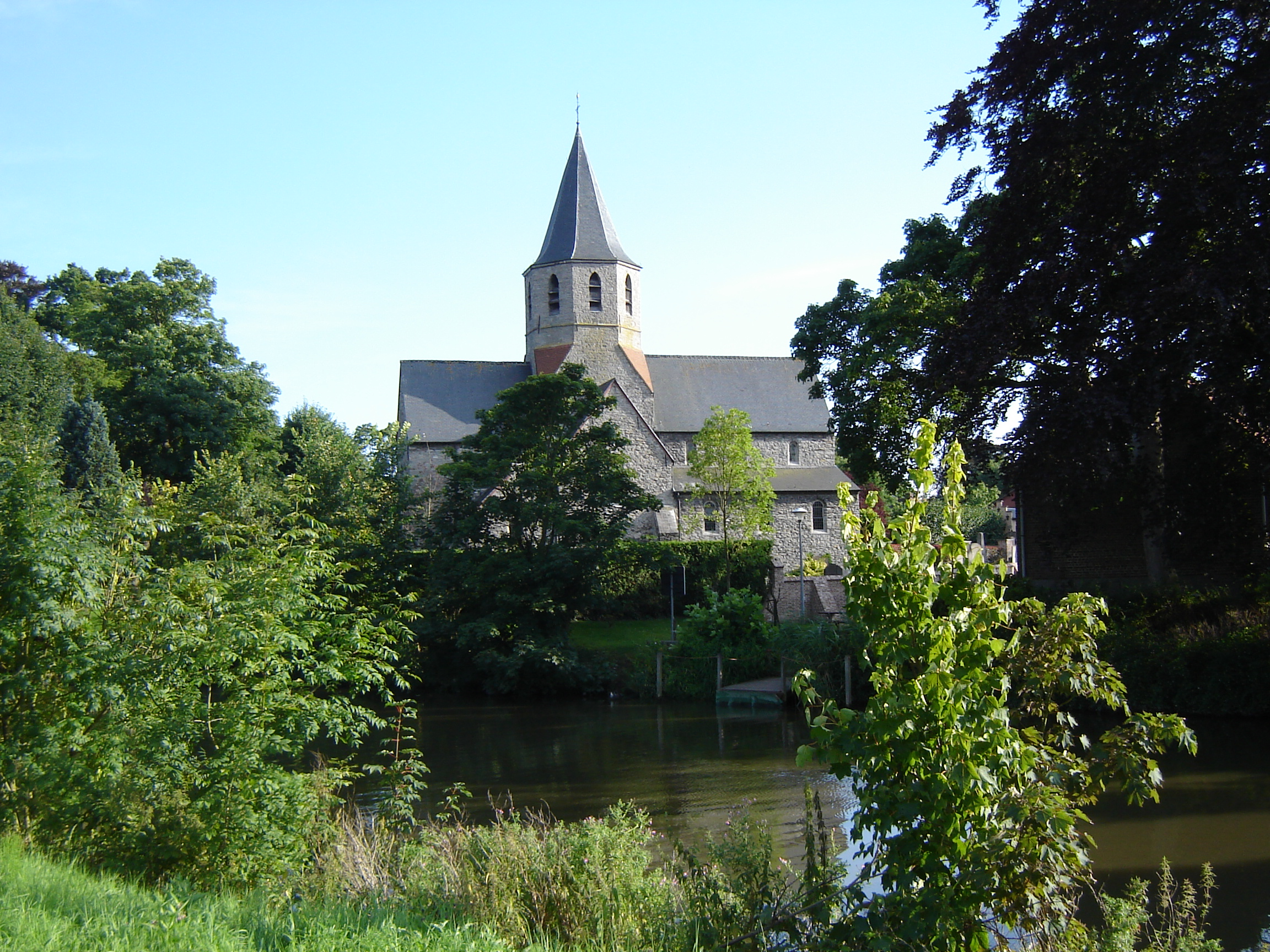
Afsnee aan de Leie

## Beschrijving
Typerend is de ligging van de dorpskom pal aan de Leie, alsook de verdere bewoning langs de Leie. Het open cultuurlandschap alsook enkele oudere hoeven zijn bewaard gebleven, net als diverse meersen zoals de Beelaertmeersen en de Assels, die mee het Leielandschap vormen. Vlak bij de laatromaanse Sint-Jan-de Doper-kerk is er een manueel bediend fiets- en voetveer over de Leie, dat de dorpskern van Afsnee met de Assels, een wijk van Afsnee aan de linkeroever van de Leie, verbindt. Afsnee is niet of slechts weinig verstedelijkt, en is steeds een typisch dorp gebleven. Afsnee is de enige van de veertien Gentse deelgemeenten die niet aan de deelgemeente Gent (postcode 9000) grenst. Hoewel het een deelgemeente is van Gent, sluit het landschappelijk en cultureel vooral aan bij de Leiestreek.

## Geschiedenis
De oudste vermelding van Afsnee dateert van 697, als afhankelijkheid van de Gentse Sint-Pietersabdij, dit onder de naam 'Afsnis'. Deze benaming verwijst mogelijks naar de verkorting ("afsnede") van de oude Leiebocht, vanouds de Veure genaamd, met monding iets ten noorden van de kerk.
De dorpskern lag niet ver van de vroegere Heirweg tussen Gent en Kortrijk die het tracé van de Beukenlaan volgde.
De Sint-Jan-de-Doperkerk in het centrum van Afsnee lijkt een 12de-eeuwse Romaanse kerk. Het is echter perfect mogelijk dat de kerk van oorsprong nog ouder is.
Later was het ook geliefd onder bepaalde schrijvers en kunstenaars waarvoor de Leiestreek gekend is, zoals o.a. Cyriel Buysse, Gustave De Smet en Frits Van den Berghe.
Cyriel Buysse verzette tegen de kanalisatie (en verdere industrialisatie) van de Leie ter hoogte van Afsnee. Hij verwoordde dit toen in 1911 als volgt:
(...) de Leie, mijne heren, die lieve, kalme, zo vreedzaam tussen haar schone, malse, groene oevers kronkelende Leie; de Leie die Verhaeren heeft bezongen, de Leie die Claus heeft geschilderd, de Leie aan wier oevers Peter Benoit zijn eerste inspiraties heeft gevoeld, die Leie is poëzie, mijne heren, en laat ons toch dat beetje poëzie (...)”
(Cyriel Buysse, ‘Laat ons de Leie!’, in Verzameld Werk Cyriel Buysse, Verspreide Stukken, deel 7, p. 253-430, p. 313)
Het verzet tegen het kanaliseren van de Leie ging ook uit van de "Vereniging tot Behoud van Natuur- en Stedenschoon" en bleek succesvol te zijn en heeft het Leielandschap te Afsnee blijvend bewaard. Deze "Vereniging tot Behoud van Natuur- en Stedenschoon" werd een van de voorlopers van de latere natuurbewegingen.

## Bezienswaardigheden
- Het dorpscentrum van Afsnee is een beschermd dorpsgezicht.
- De Sint-Jan Baptistkerk, een van oorsprong romaans kerkje uit de 12e eeuw, gelegen aan de Leieoever. Dit is net zoals de pastorij een beschermd monument.
- Het Hof ten Broecke.
- Het restaurant Nenuphar, met door Gustave De Smet naar aanleiding van zijn huwelijk speciaal voor Estaminet Nenuphar gemaakte schilderijen.
- Het Landhuis Daerupt of La Maison Rose, het voormalige zomerverblijf van Cyriel Buysse.[1][2] Dit is gelegen vlak bij de Sint-Jan de Doper-kerk. ("Daerupt" = "Daarop"). Een deel van Afsnee was vroeger onderdeel van de Heerlijkheid van Daerupt.
- Het Landhuis Mariasteen aan de Duddegemstraat
- Het Kasteel Beelaert aan de Goedingenstraat

## Natuur en landschap
Afsnee ligt aan de Leie op een zandige, licht golvende bodem met een hoogte van 8-10 meter.
Men vindt er de volgende natuurgebieden:
- De Leie met haar jaagpaden. Heel wat fietsroutes volgen deze jaagpaden en passeren langs Afsnee.
- Het voet- en fietsveer over de Leie, tussen de dorpskern en de dorpskerk op de rechteroever en de Dijkweg in de Assels op de linkeroever.
- Natuurpark Levende Leie.
- Natuurgebied De Assels.
- Natuurgebied Keuzemeersen (grondgebied Drongen doch uitgestippelde wandeltocht begint te Afsnee).
- Natuurgebied Rosdambeekvallei.
- Natuurgebied Beelaertmeersen (aan de overkant van de Leie liggen op de linkeroever ook de Keuzemeersen (grondgebied Drongen)).

## Cultuur
Afsnee is cultuurhistorisch vooral gekend als een Leiedorp waar kunstenaars, met name schilders uit de zgn. 'Latemse scholen', verbleven of inspiratie op deden:
- Cyriel Buysse verbleef gedurende jaren in het landhuis Daerupt dat hij 'La Maison Rose' noemde. Hij verzette zich, met Emile Claus, tegen de kanalisatie (en verdere industrialisatie) van de Leie en droeg zo bij tot het behoud van het oude Leielandschap. Het verzet tegen de Leiekanalisatie vormde trouwens een de voorlopers van de eerste Vlaamse milieuverzetsbewegingen. Hij overleed te Afsnee in 1932.
- Frits Van den Berghe woonde en werkte enige tijd te Afsnee in Villa Malpertuis. Hij schilderde er o.a. Vissers aan de Leie waarop Constant Permeke en Gustave De Smet afgebeeld staan.
- Gustave De Smet woonde en werkte ook enige tijd te Afsnee in Villa Malpertuis. Hij hield zijn huwelijksfeest in Estaminet Nenuphar en zou hiervoor betaald hebben met schilderijen gemaakt specifiek voor het interieur hiervan. Dit interieur met bijhorende schilderijen is nog steeds te bekijken in Restaurant Nenuphar.
- Constant Permeke verbleef omstreeks 1923-24 ook een seizoen te Afsnee, dit bij Frits Van den Bergh en Gustave De Smet.
- De Villa Malpertuis was de villa van schrijver en toenmalige 'kunstpaus' Paul-Gustave van Hecke en zijn echtgenote, de Brusselse modeontwerpster Norine De Schrijver. Het vormde de ontmoetingsplek voor heel wat gekende kunstenaars. Naast voormelde kunstenaars die er effectief woonden, betrof dit o. a. ook Marc Chagall, Ossip Zadkine, Egard Tytgat, Léon De Smet, Oscar Jespers, Hippolyte Dhaeye, ... Een van deze ontmoetingen werd in 1926 door Edgard Tytgat vereeuwigd op het schilderij "Herinnering aan een zondag".
- Anna De Weert had een atelier in een hoeve aan de Leie in Afsnee, het Hof Ter Neuve. Dit verscheen op verschillende schilderijen, zowel van haar ("Mijn atelier in juni") als van derden.
- Karel en Gustave Van de Woestyne alsook Emile Claus kwamen ook regelmatig in Afsnee, dit o. a. ook om Cyriel Buysse te bezoeken.

Tot de evenementen behoort:
- De Jaarlijkse Bootjeswijding op de Leie

## Galerij

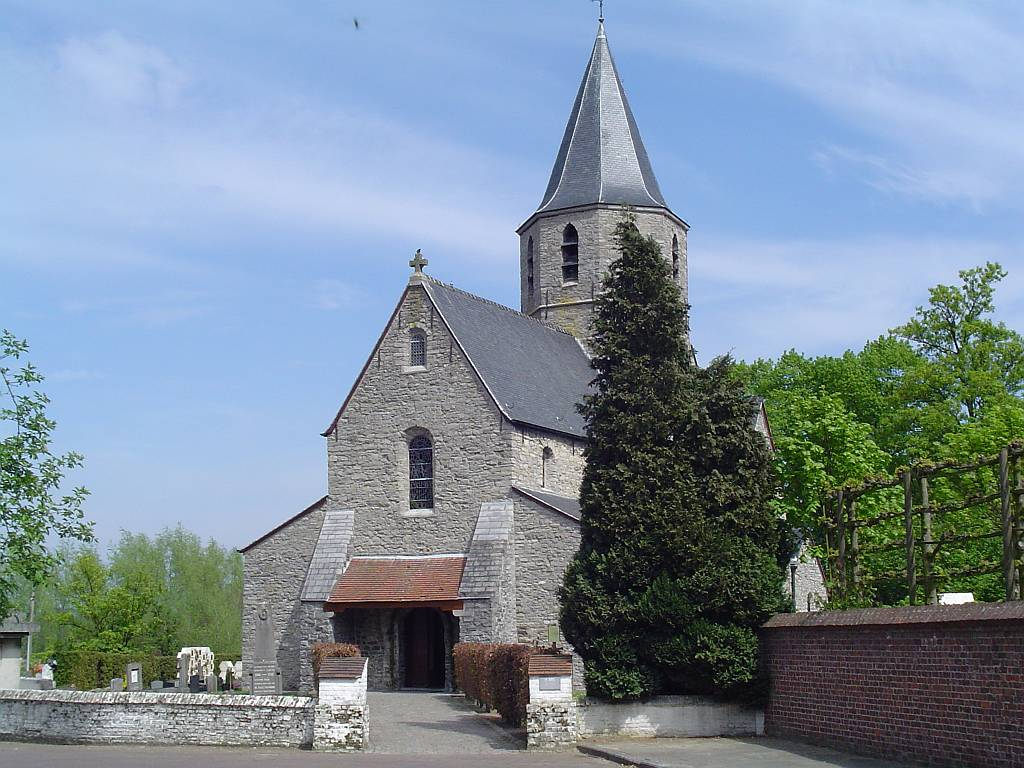
Sint-Jan Baptistkerk
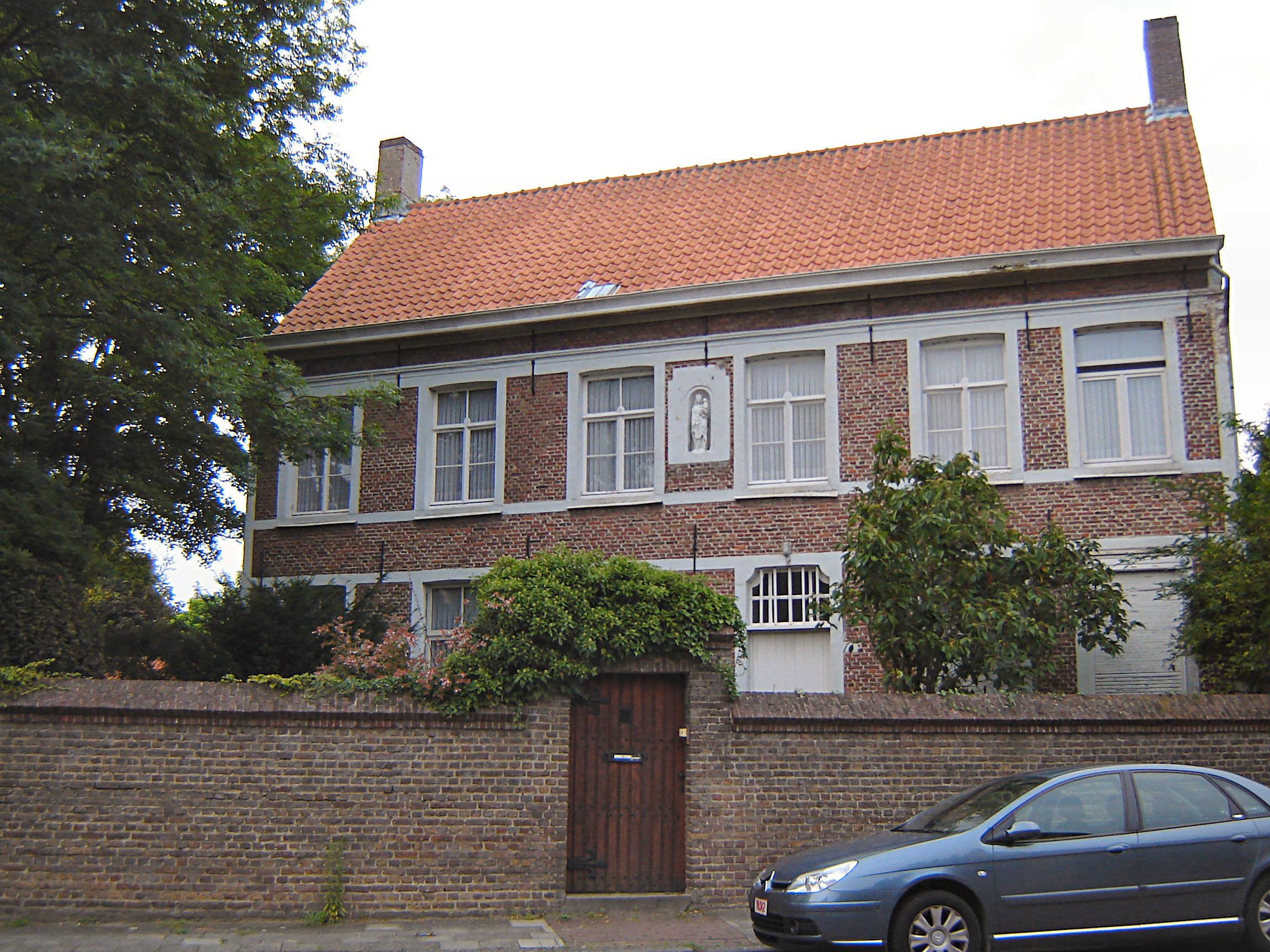
Pastorie
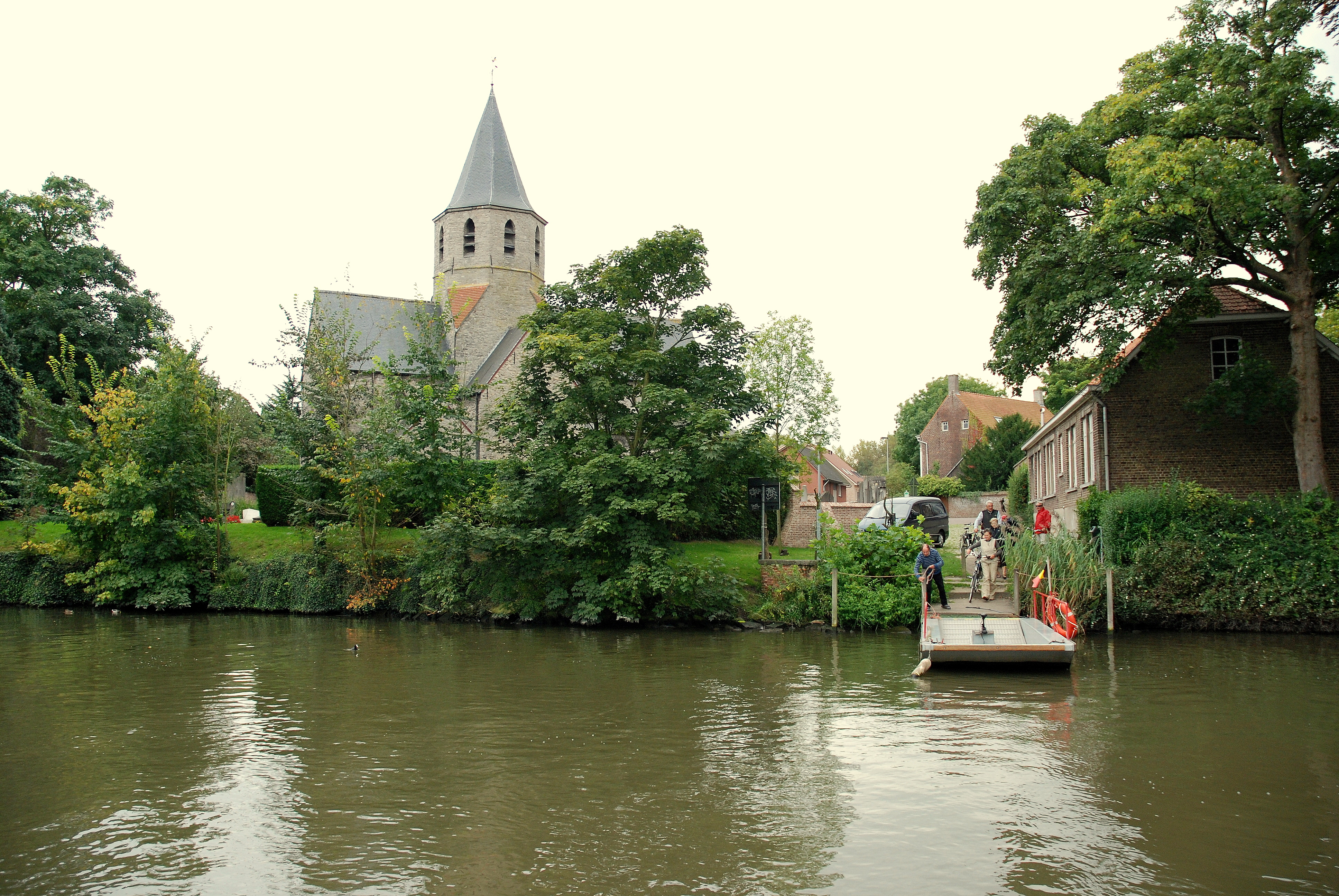
Veerpont over de Leie (tussen Afsnee-dorp en de Assels)
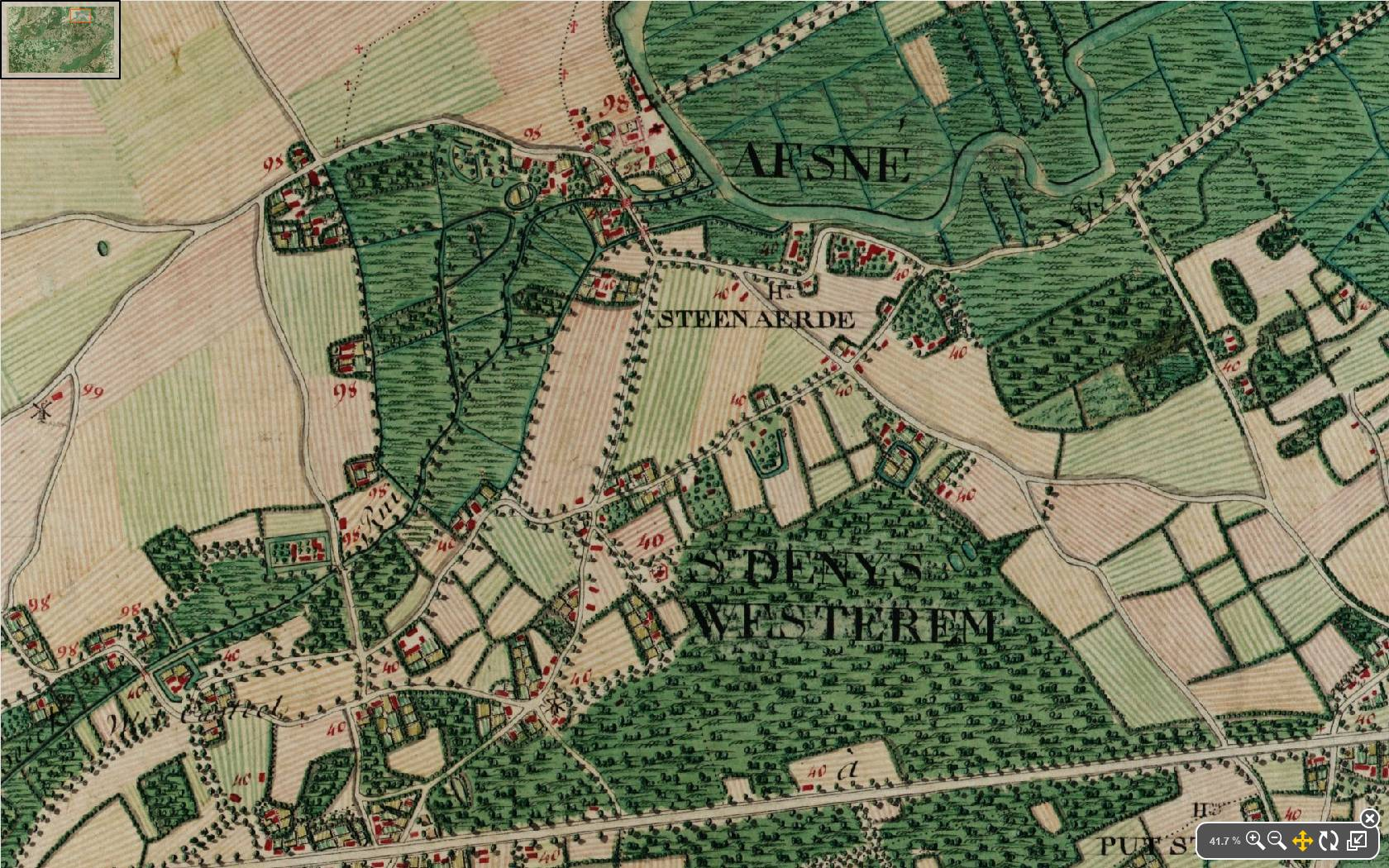
Sint-Denijs-Westrem en Afsnee op de Ferrariskaart van 1775
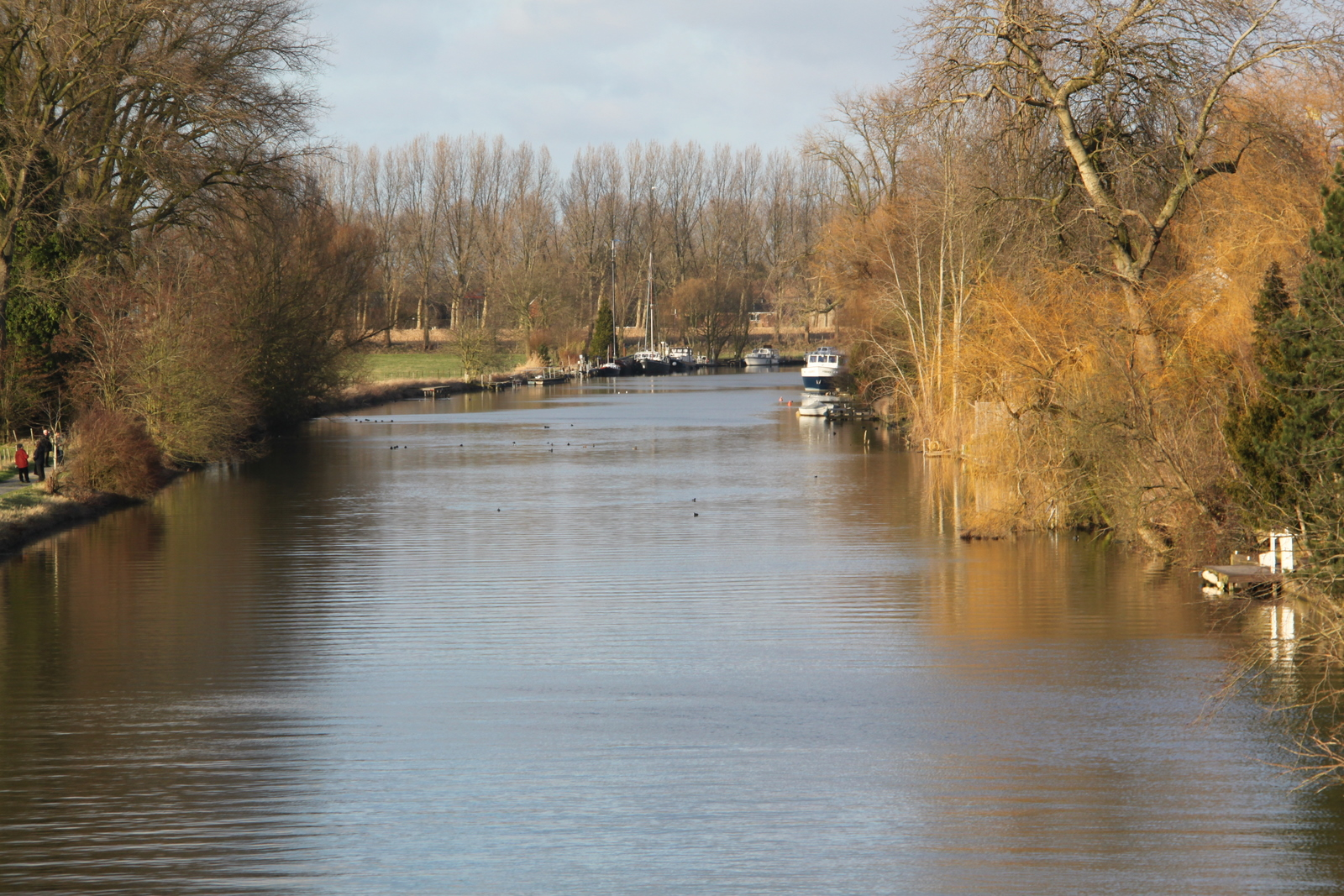
Leie te Afsnee ter hoogte van Goedingenkouter met op linkeroever de Noordelijke Keuzemeersen
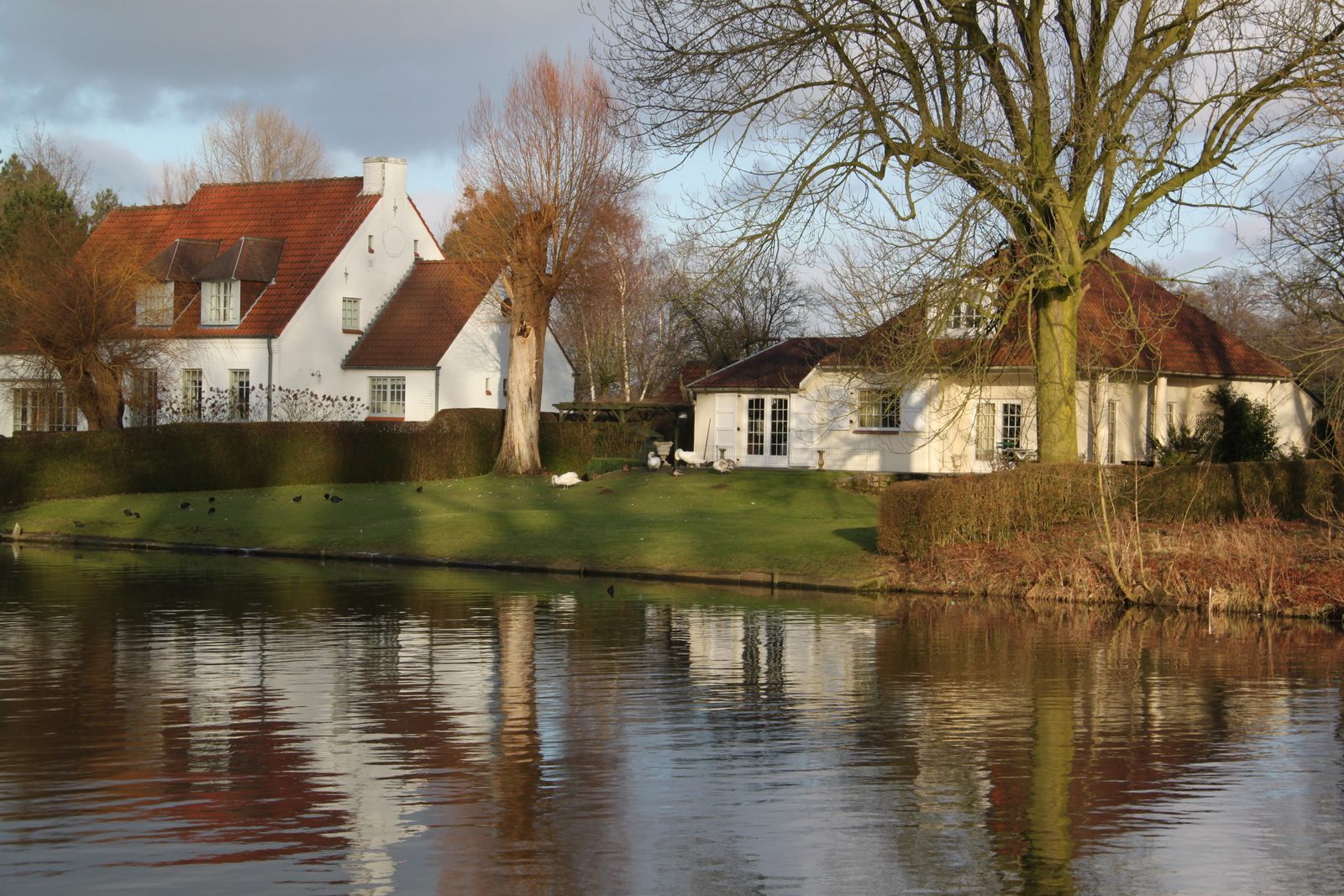
Leie ter hoogte van Goedingenkouter en Keuzemeersen
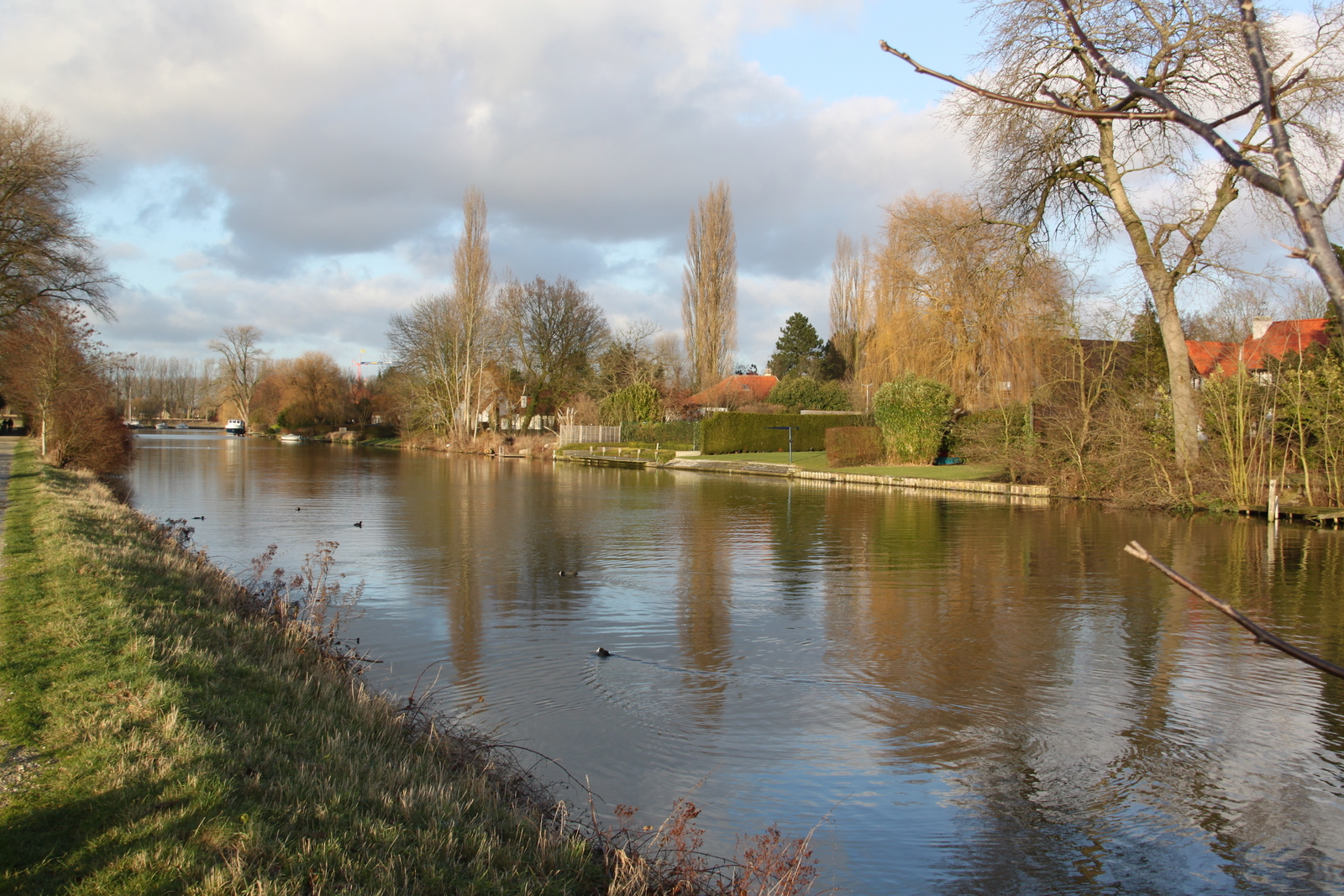
Leie ter hoogte van Goedingenkouter en Keuzemeersen
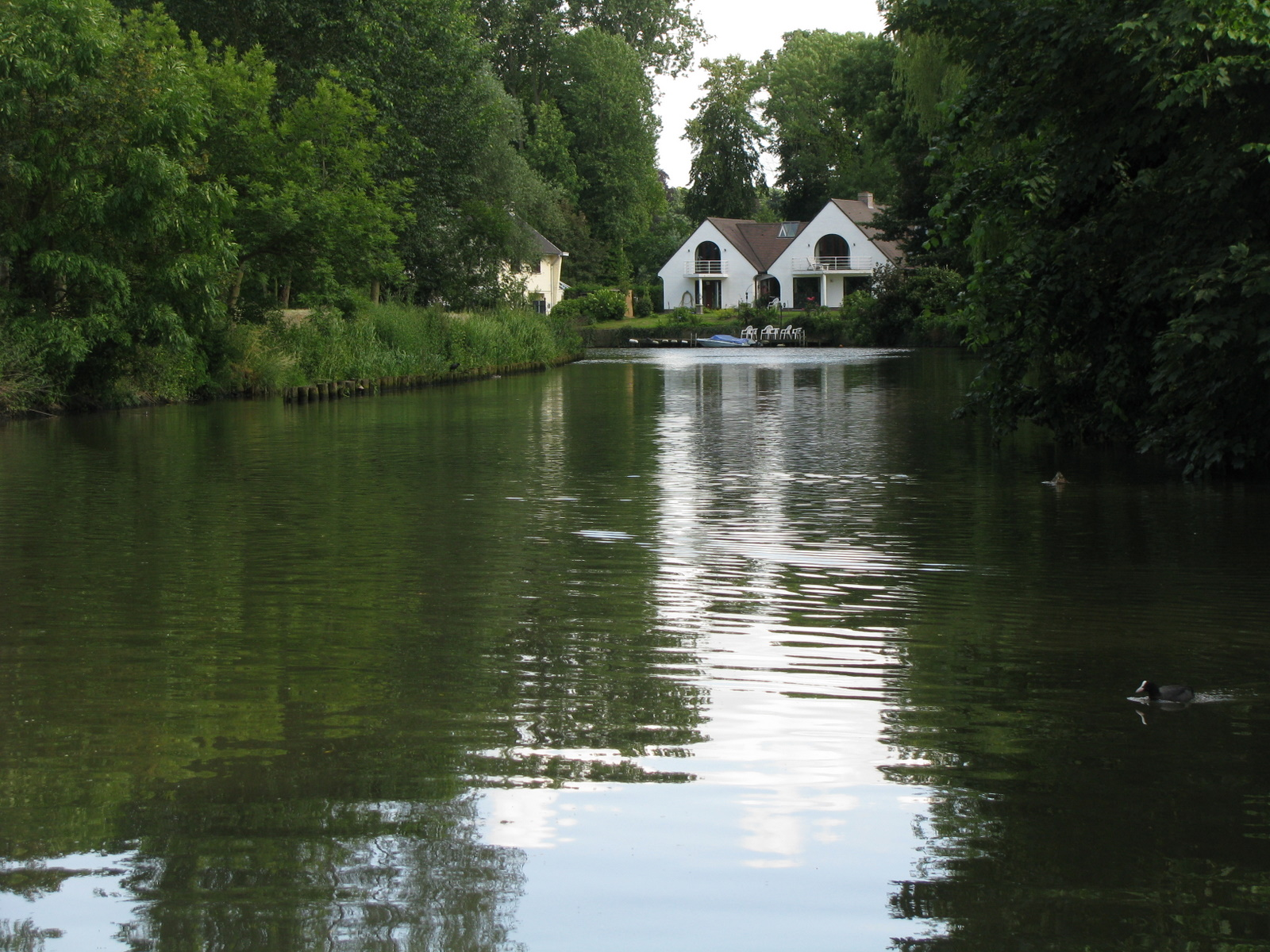
Leie ter hoogte van Afsnee-Dorp (gezicht vanaf veer)
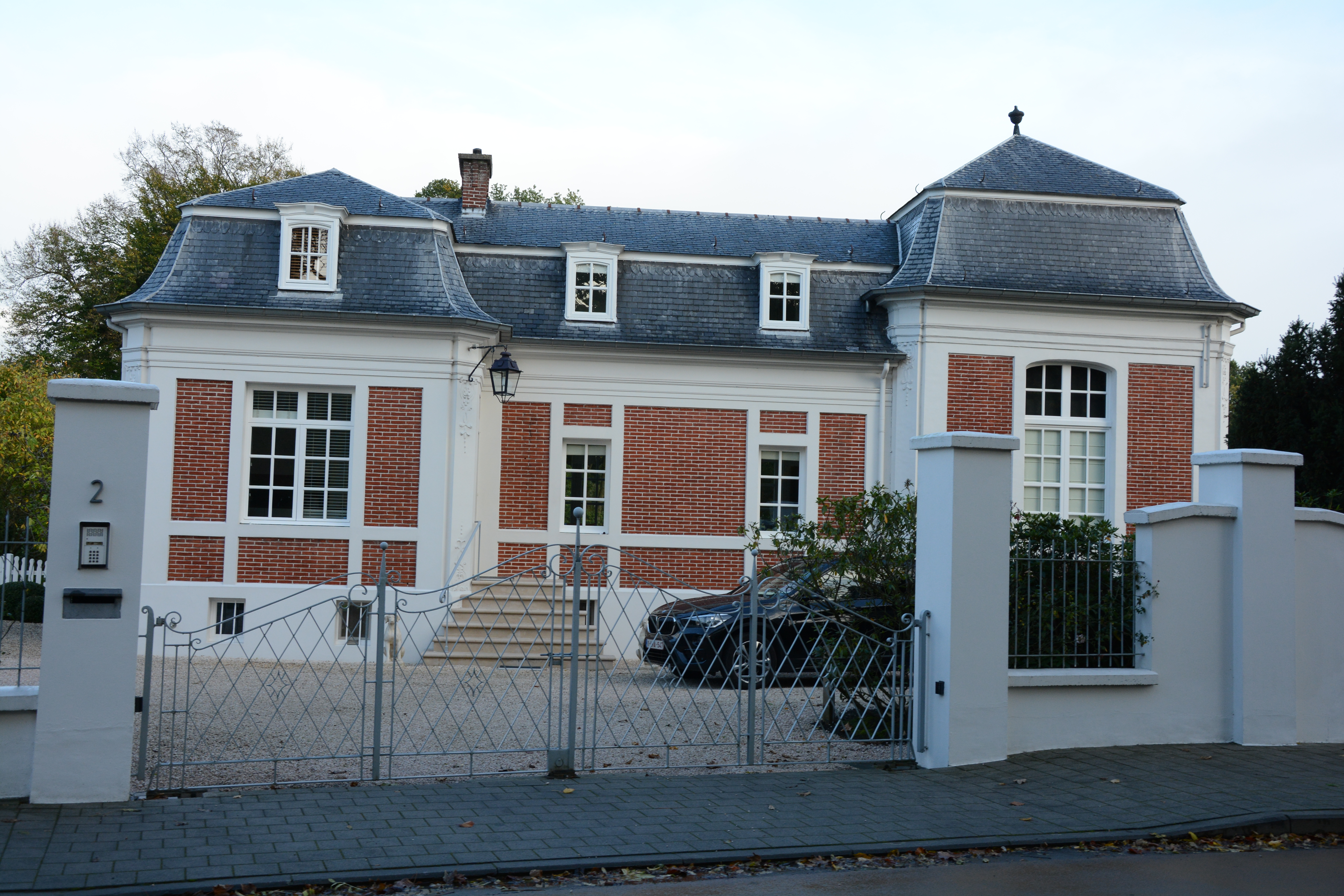
Tuinpaviljoen van Daerupt
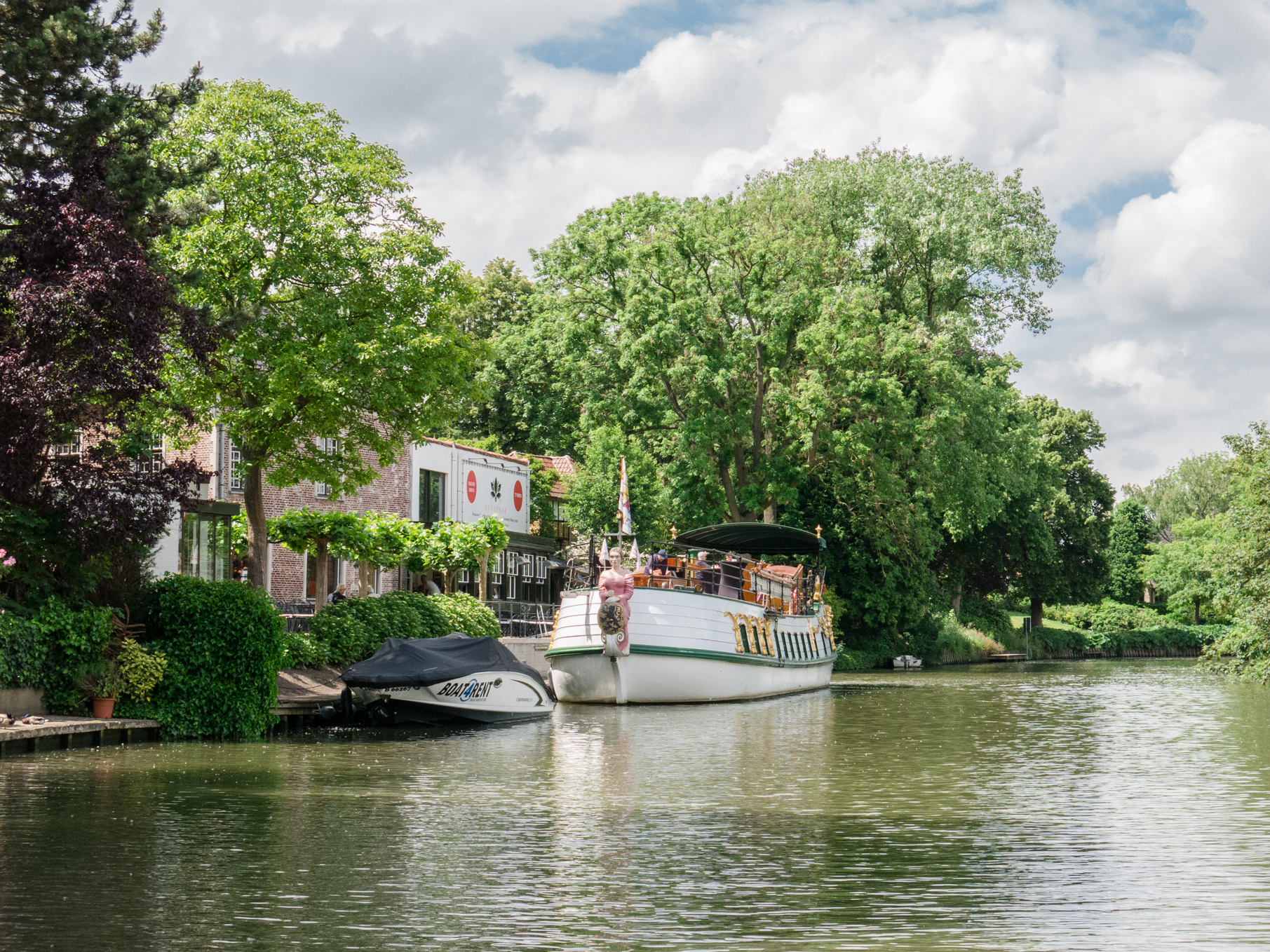
Nenuphar met Bargie
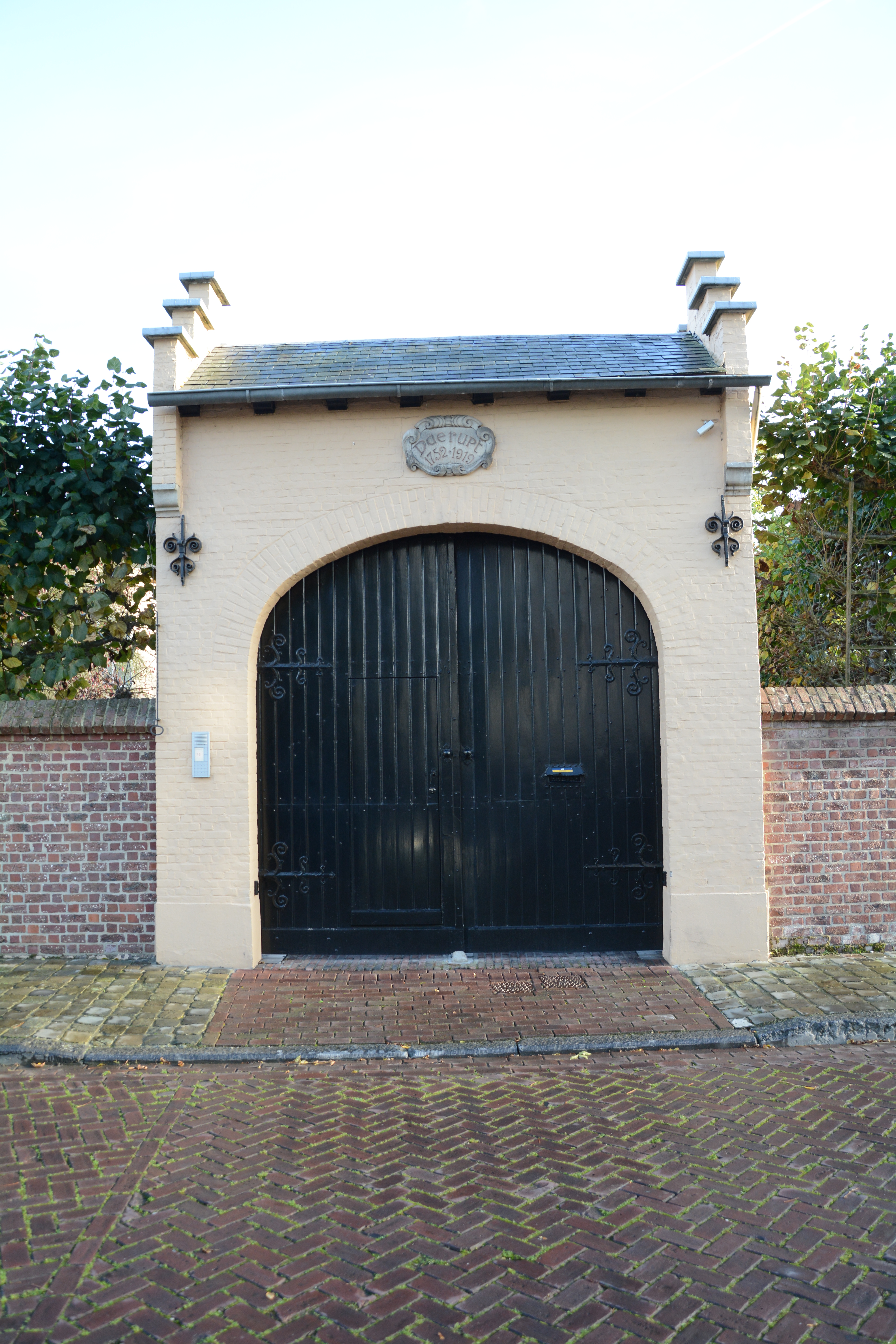
Toegangspoort Daerupt
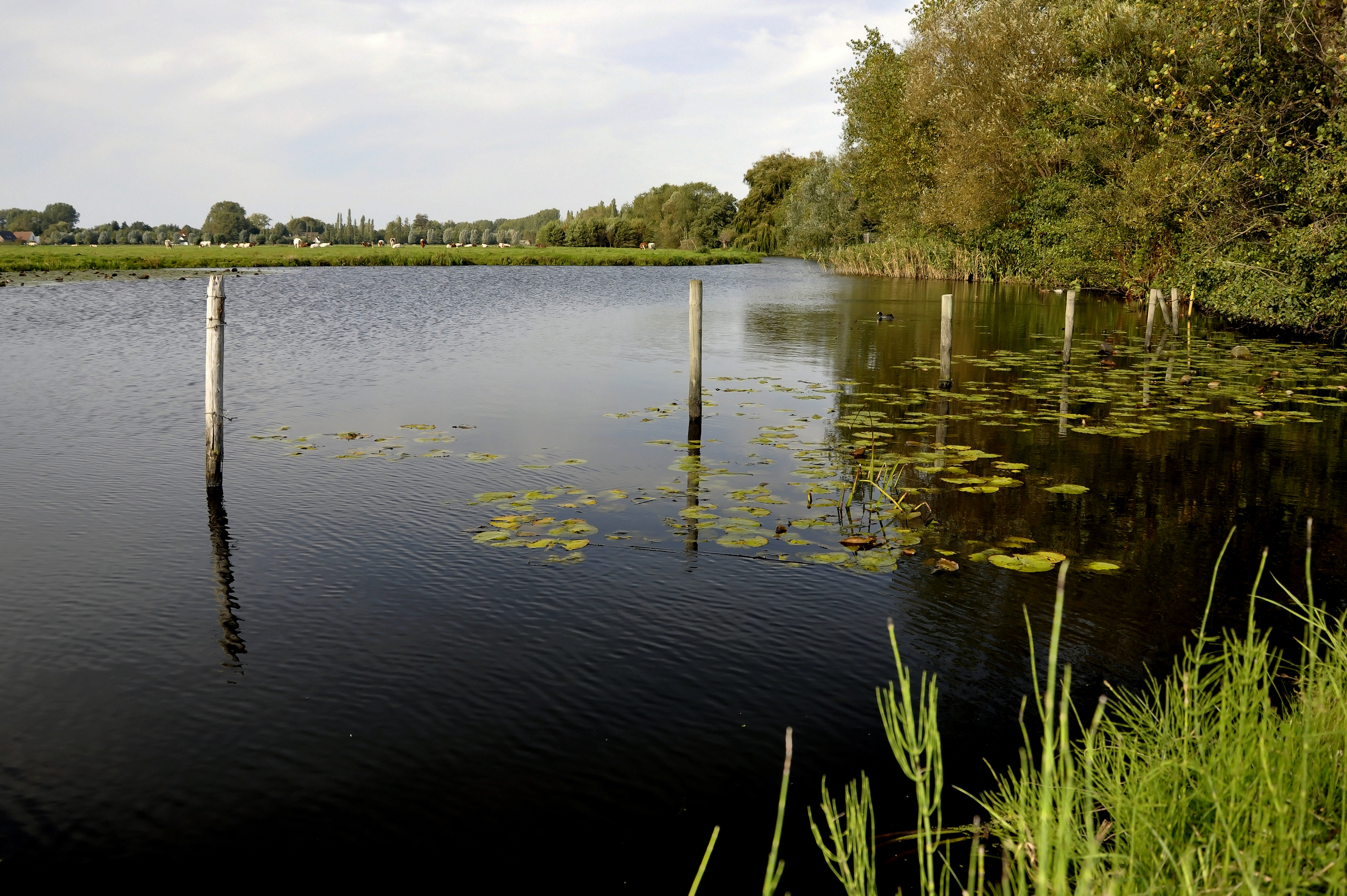
Piereput in de Assels
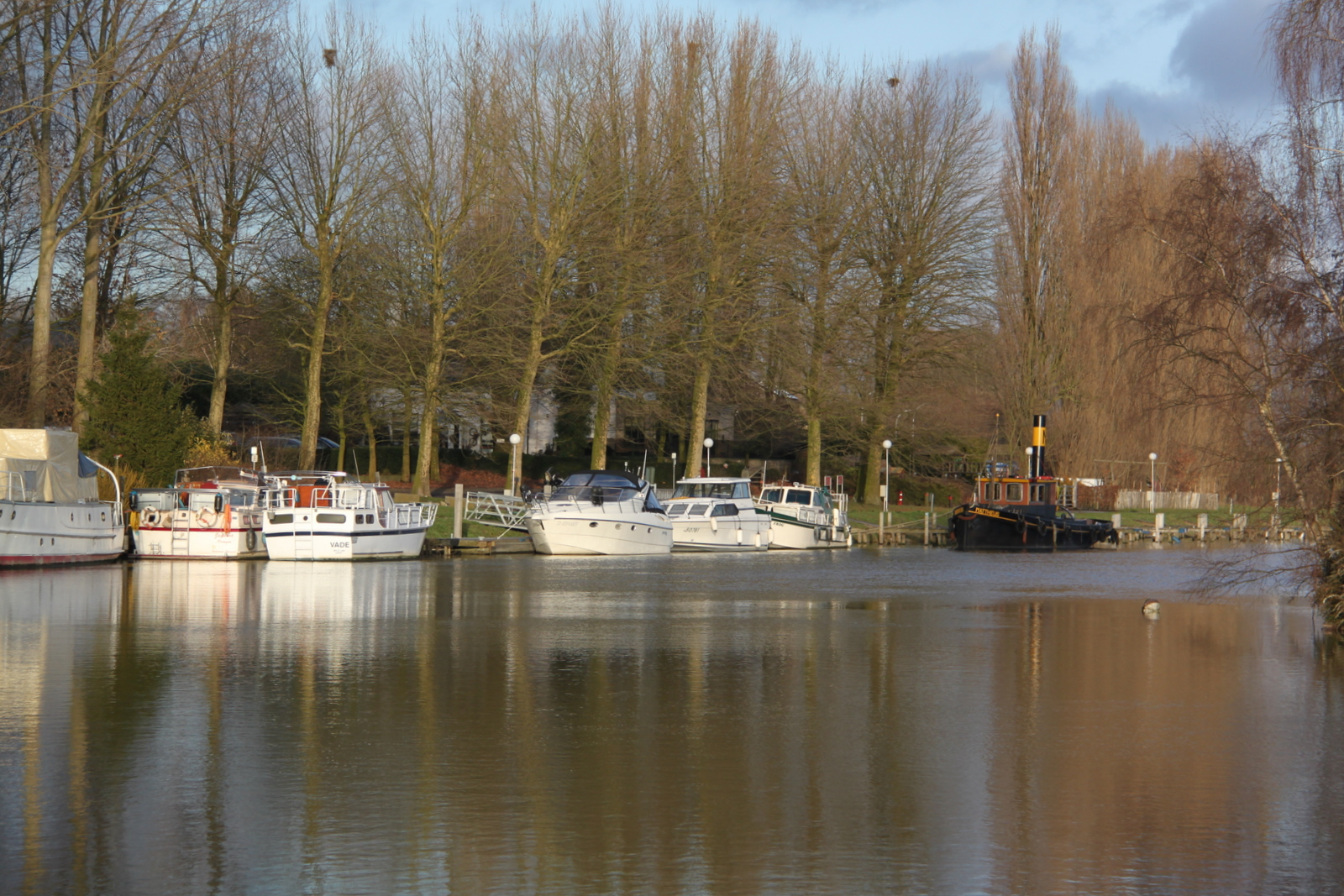
Leie
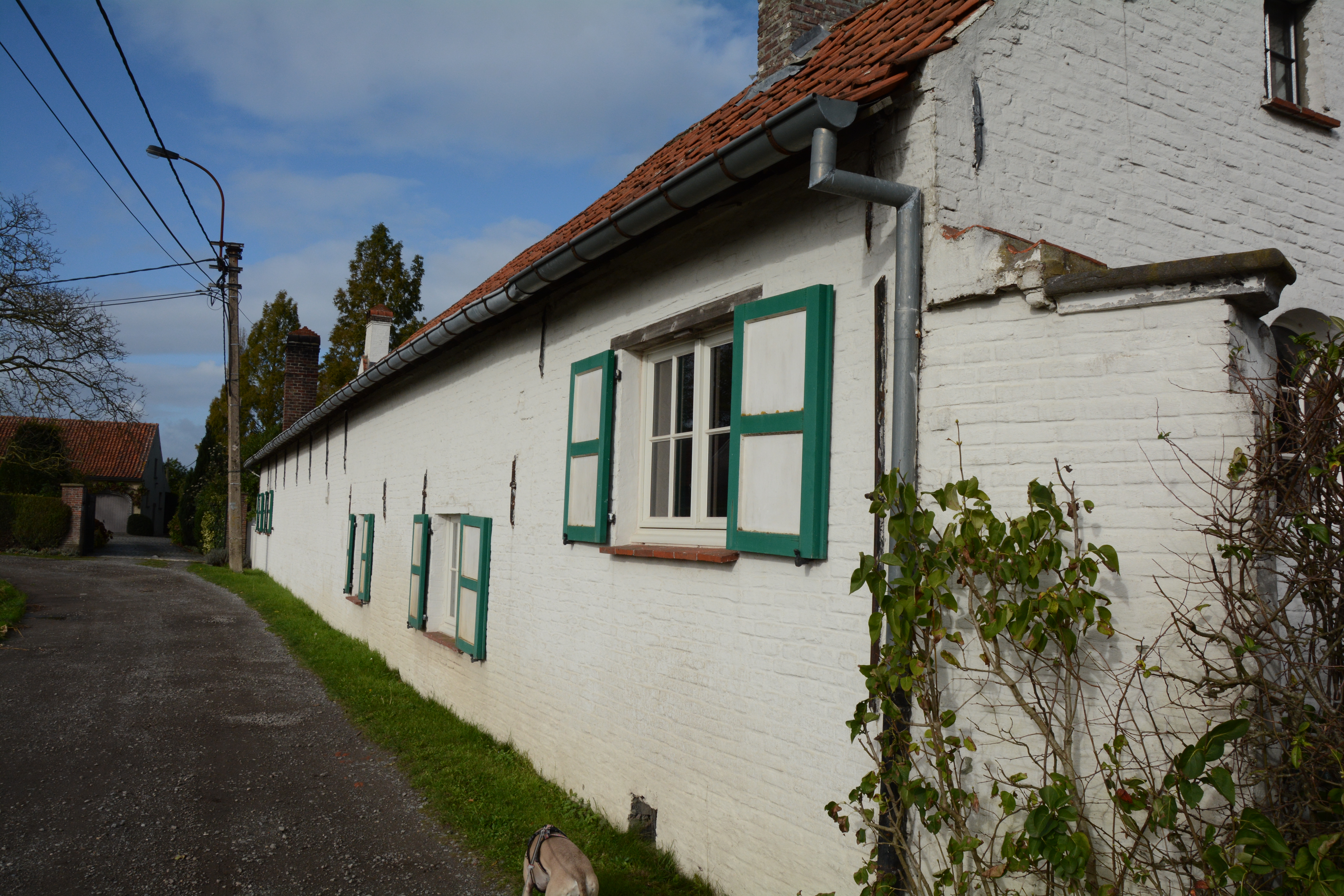
Hof Ter Neuve (Atelier Anna De Weert)
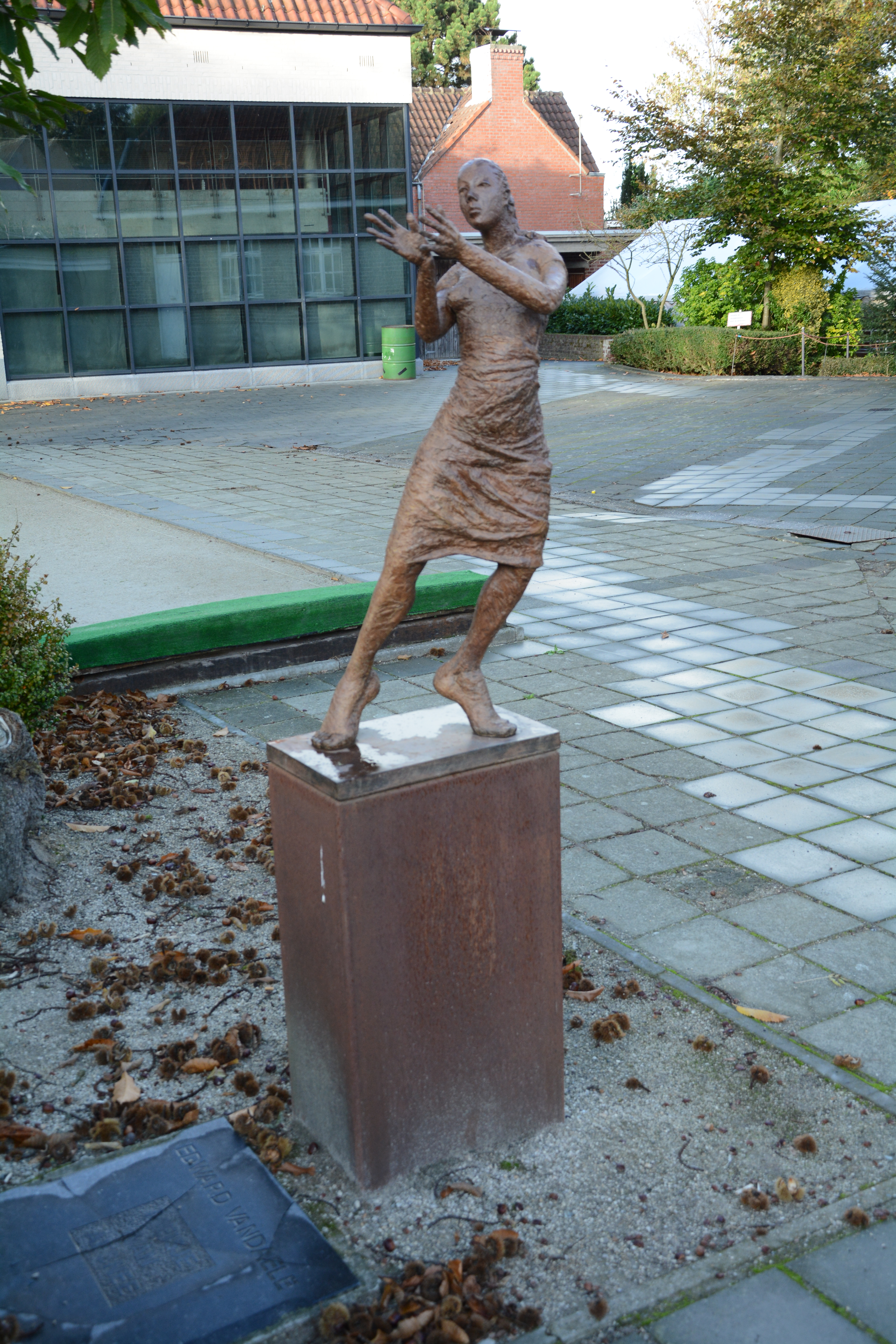
Meisje van Afsnee (Edward Vandaele)

## Afsnee-Drie-Leien
In het meersengebied in de Assels aan de overkant van de Leie is gedurende de 20ste eeuw een residentiële woonwijk ontstaan: de Drie Leien. Men zou de Assels en de wijk Drie Leien kunnen beschouwen als een soort 'eiland' gelegen tussen twee Leie-armen en de Ringvaart. Deze wijk van Afsnee is voor auto's alleen toegankelijk vanuit Drongen, via de Pontbrug. Vanuit Afsnee is de wijk niet rechtstreeks bereikbaar per auto. Fietsers en voetgangers kunnen de wijk ook bereiken via het veer of via het fietspad langs de R4. Afsnee-Drie-Leien is altijd aangewezen geweest op Drongen, en behoort tot diezelfde parochie. Tevens gebruikt men dezelfde postcode als Drongen: '9031'. Veelal wordt de wijk dan ook als onderdeel van Drongen beschouwd.
Afsnee-Drie-Leien telt bijna 700 inwoners, iets minder dan de helft van de totale Afsneese bevolking.

## Demografische evolutie
Afsnee is geliefd als woonplaats omdat het vlak bij Gent en op een boogscheut van het station Gent-Sint-Pieters ligt terwijl het toch al echt deel uitmaakt van het Leieland. Tal van woningen zijn er pittoresk langs de Leie gelegen.
Bronnen: NIS - Opm:1831 t/m 1970=volkstellingen; 1976=inwonertal op 31 december

## Nabijgelegen kernen
Drongen (veer), Sint-Denijs-Westrem, Sint-Martens-Latem, Baarle